# Odell Lake
Odell Lake az Amerikai Egyesült Államok északnyugati részén, Oregon állam Klamath megyéjében elhelyezkedő önkormányzat nélküli település.
Itt található az azonos nevű üdülő.